# Erik Paaske
 Der er for få eller ingen kildehenvisninger i denne artikel, hvilket er et problem. Du kan hjælpe ved at angive troværdige kilder til de påstande, som fremføres i artiklen.

Erik Johannes Paaske (født 21. august 1933 i Strandhuse ved Kolding – død 13. juni 1992 i København) var en dansk skuespiller og sanger.
Paaske var søn af cementstøber Frithjof Paaske og Johanne Dorthea Thomasson. Forældrene var viet i Nr. Bjert kirke i 1922, og Erik blev døbt i Sct. Nikolaj Kirke i Kolding. Paaske blev udlært som murer i Kolding i 1952. Derefter arbejdede han som sådan på Kolding-egnen i seks år samtidig med, at han supplerede indtægten ved at være gårdsanger og musiker ved bal. Hans hobby var at spille amatørkomedie.
Skuespilleren Søren Weiss overtalte Paaske til at tage til København for at indlede en skuespilleruddannelse, som han påbegyndte i 1958.
Erik Paaske gennemførte sin elevuddannelse i 1961 og opholdt sig de næste 13 år på Det Kongelige Teater. Herefter fik Paaske engagementer ved Folketeatret, Det Danske Teater, Aalborg Teater, Odense Teater og Nørrebros Teater. I 1975 optrådte han ligeledes i Cirkusrevyen, som han atter medvirkede i i 1985, 1986 og 1990.
Fra tv huskes Paaske nok især fra krimiserien Ka' De li' østers? (1967) og som redaktør Heilbunth i Livsens Ondskab (1971), men også på det musikalske område huskes Erik Paaske som en stor visekunstner med mange plader bag sig.
Paaske havde også stor teatersuccess som Tewje i "Spillemand på en tagryg", som han spillede tre gange i Aalborg, i Odense og på Nørrebros Teater.
I 1979 modtog Paaske Teaterpokalen. I 1984 modtog han LO's kulturpris.

## Privat
Erik Paaske var fra den 23. december 1970 og frem til sin død gift med sekretær, fru Eva Margit Paaske, datter af arbejdsmand Holger Frich Jensen og kantinebestyrerske Agnes Nielsine Marie Jensen f. Blæsbjerg. Margit Paaske voksede op i Holstebro og blev efter ægtemandens død boende på Frederiksberg. Margit Paaske døde 2016 og ligger begravet ved sin mands side. Paaske levede hele sit voksne liv på Frederiksberg Allé 29. 
I sommeren 1992 afgik Erik Paaske ved døden af nyrekræft på Rigshospitalet, i en alder af 58 år. Han er begravet på Frederiksberg ældre kirkegård.

## Film i uddrag
| - Det tossede paradis – 1962 som Børge - Paradis retur – 1964 som Karl - Sådan er de alle – 1968 som viktualiehandler - Det er så synd for farmand – 1968 - Stormvarsel – 1968 som fiskesorterer - Mig og min lillebror og Bølle – 1969 som TV-journalist - Mordskab – 1969 - Den røde rubin – 1970 som Gunhilds bror - Hovedjægerne – 1971 | - Vinterbyøster – 1973 som stemmen bag Postmand Morten - Thorvald og Linda – 1982 som proprietær Kjær - Otto er et næsehorn – 1983 som ZOO-direktør - Nissebanden - 1984 som Julemanden - Walter og Carlo - yes, det er far – 1986 som Petterson, svensk gangster - Pelle Erobreren – 1987 som forvalteren - Ved vejen – 1988 som pastoren Linde - Casanova – 1990 som Don Fefe - Gøngehøvdingen – 1992 som Lensmanden Tyge Høeg. |